# ماريا ليون
ماريا ليون (بالإسبانية: María León)‏ هي ممثلة إسبانية، ولدت في 30 يوليو 1984 في إسبانيا.

## وصلات خارجية
- ماريا ليون على موقع IMDb (الإنجليزية)
- ماريا ليون على موقع قاعدة بيانات الفيلم (الإنجليزية)